# Taylor Swift (album)
Taylor Swift là album phòng thu đầu tay mang chính tên của ca sĩ kiêm sáng tác nhạc người Mỹ Taylor Swift, phát hành ngày 24 tháng 10 năm 2006 bởi Big Machine Records. Swift bắt đầu chuyển từ Pennsylvania đến Nashville, Tennessee để thực hiện hóa ước mơ trở thành ca sĩ nhạc đồng quê và ký hợp đồng sáng tác với Sony/ATV Tree Music Publishing vào năm 14 tuổi. Nữ ca sĩ mời giám đốc điều hành của một số tập đoàn thu âm để tham dự buổi hòa nhạc giới thiệu bản thân vào tháng 11 năm 2004 và thu hút sự chú ý của Scott Borchetta, người sau đó đã thuyết phục cô ký hợp đồng với hãng đĩa mới thành lập của ông Big Machine Records. Swift sáng tác hoặc đồng sáng tác tất cả những bài hát từ đĩa nhạc, đồng thời kết hợp với những nhạc sĩ khác như Robert Ellis Orrall, Brian Maher, Angelo Petraglia và Liz Rose. Được lấy cảm hứng từ những quan sát và suy ngẫm của cô khi còn là thiếu niên, nội dung ca từ của album mang tính chất tự sự và đề cập đến chủ đề về tình yêu, tình bạn và sự bất an. Đĩa nhạc được thực hiện trong khoảng thời gian Swift bước vào năm nhất trung học, và toàn bộ những bài hát đều được sản xuất bởi Nathan Chapman.
Taylor Swift là một bản thu âm nhạc đồng quê kết hợp với những yếu tố của pop và pop rock, với phần hòa âm theo phong cách mộc mạc và sử dụng một số nhạc cụ như guitar, đàn băng cầm và vĩ cầm. Sau khi phát hành, Taylor Swift nhận được những phản ứng tích cực từ giới phê bình, trong đó họ đánh giá cao khâu sản xuất dễ tiếp cận và những sáng tác chân thành của nữ ca sĩ về cảm xúc tuổi mới lớn. Ngoài ra, album còn nhận được đề cử tại giải thưởng Hàn lâm Nhạc đồng quê năm 2008 cho Album của năm và giúp cô được đề cử giải Grammy cho Nghệ sĩ mới xuất sắc nhất tại lễ trao giải thường niên lần thứ 50. Taylor Swift cũng gặt hái những thành công đáng kể về mặt thương mại khi lọt vào top 40 ở một số quốc gia, bao gồm những thị trường lớn như Úc, Canada và New Zealand. Tại Hoa Kỳ, đĩa nhạc dẫn đầu bảng xếp hạng Top Country Albums trong 24 tuần và đạt vị trí thứ năm trên bảng xếp hạng Billboard 200 sau hơn một năm phát hành, trở thành album trụ hạng lâu nhất trong thập niên 2000 và Swift cũng là nghệ sĩ nữ đồng quê đầu tiên sáng tác hoặc đồng sáng tác toàn bộ đĩa nhạc đầu tay đạt chứng nhận Bạch kim tại đây.
Năn đĩa đơn đã được phát hành từ Taylor Swift, trong đó "Our Song" và "Should've Said No" đạt vị trí cao nhất trên bảng xếp hạng Hot Country Songs và giúp Swift trở thành nữ nghệ sĩ hát đơn đầu tiên tự sáng tác bản nhạc dẫn đầu bảng xếp hạng nhạc đồng quê với "Our Song". Đĩa đơn thứ hai "Teardrops on My Guitar" mở đầu cho bước chéo sân thành công của nữ ca sĩ trên các đài phát thanh nhạc pop, đồng thời lọt vào top 20 trên bảng xếp hạng Billboard Hot 100. Hai đĩa đơn còn lại "Tim McGraw" và "Picture to Burn" cũng tiếp nhận những thành tích đáng kể tại Bắc Mỹ. Swift bắt đầu chuyến lưu diễn kéo dài sáu tháng tại nhiều trạm phát thanh vào năm 2006 và mở màn cho những chuyến lưu diễn của một số nghệ sĩ khác trong suốt năm 2006–2007. Bằng cách quảng bá Taylor Swift thông qua mạng xã hội Myspace, cô bắt đầu tiếp cận đến những khán giả thiếu niên vốn không phải đối tượng mục tiêu của thị trường nhạc đồng quê trước đó. Kể từ khi phát hành, phong cách âm nhạc và sáng tác tự truyện của đĩa nhạc đã trở thành tiền đề cho những album tiếp theo của Swift, cũng như trở thành nguồn cảm hứng cho nhiều ca sĩ kiêm nhạc sĩ khác.

## Danh sách bài hát
Tất cả các bản nhạc đều được sản xuất bởi Nathan Chapman, ngoại trừ một số ghi chú.
| Taylor Swift – Phiên bản tiêu chuẩn | Taylor Swift – Phiên bản tiêu chuẩn | Taylor Swift – Phiên bản tiêu chuẩn        | Taylor Swift – Phiên bản tiêu chuẩn |
| STT                                 | Nhan đề                             | Sáng tác                                   | Thời lượng                          |
| ----------------------------------- | ----------------------------------- | ------------------------------------------ | ----------------------------------- |
| 1.                                  | "Tim McGraw"                        | Taylor Swift Liz Rose                      | 3:54                                |
| 2.                                  | "Picture to Burn"                   | Swift Rose                                 | 2:55                                |
| 3.                                  | "Teardrops on My Guitar"            | Swift Rose                                 | 3:35                                |
| 4.                                  | "A Place in This World"             | Swift Robert Ellis Orrall Angelo Petraglia | 3:22                                |
| 5.                                  | "Cold as You"                       | Swift Rose                                 | 4:01                                |
| 6.                                  | "The Outside" ()                    | Swift                                      | 3:29                                |
| 7.                                  | "Tied Together with a Smile"        | Swift Rose                                 | 4:11                                |
| 8.                                  | "Stay Beautiful"                    | Swift Rose                                 | 3:58                                |
| 9.                                  | "Should've Said No"                 | Swift                                      | 4:04                                |
| 10.                                 | "Mary's Song (Oh My My My)"         | Swift Rose Brian Maher                     | 3:35                                |
| 11.                                 | "Our Song"                          | Swift                                      | 3:24                                |
| Tổng thời lượng:                    | Tổng thời lượng:                    | Tổng thời lượng:                           | 40:28                               |

| Taylor Swift – Phiên bản tại Hoa Kỳ (video tăng cường) | Taylor Swift – Phiên bản tại Hoa Kỳ (video tăng cường) | Taylor Swift – Phiên bản tại Hoa Kỳ (video tăng cường) |
| STT                                                    | Nhan đề                                                | Thời lượng                                             |
| ------------------------------------------------------ | ------------------------------------------------------ | ------------------------------------------------------ |
| 12.                                                    | "Tim McGraw" (video ca nhạc)                           |                                                        |
| 13.                                                    | "Màn trình diễn ra mắt của Swift tại Grand Ole Opry"   |                                                        |

| Taylor Swift – Phiên bản độc quyền tại Best Buy (tải nhạc số kèm theo) | Taylor Swift – Phiên bản độc quyền tại Best Buy (tải nhạc số kèm theo) | Taylor Swift – Phiên bản độc quyền tại Best Buy (tải nhạc số kèm theo) | Taylor Swift – Phiên bản độc quyền tại Best Buy (tải nhạc số kèm theo) |
| STT                                                                    | Nhan đề                                                                | Sáng tác                                                               | Thời lượng                                                             |
| ---------------------------------------------------------------------- | ---------------------------------------------------------------------- | ---------------------------------------------------------------------- | ---------------------------------------------------------------------- |
| 12.                                                                    | "I Heart ?"                                                            | Swift                                                                  | 3:17                                                                   |

| Taylor Swift – Phiên bản cao cấp | Taylor Swift – Phiên bản cao cấp                    | Taylor Swift – Phiên bản cao cấp | Taylor Swift – Phiên bản cao cấp |
| STT                              | Nhan đề                                             | Sáng tác                         | Thời lượng                       |
| -------------------------------- | --------------------------------------------------- | -------------------------------- | -------------------------------- |
| 12.                              | "I'm Only Me When I'm with You" ()                  | Swift Orrall Petraglia           | 3:35                             |
| 13.                              | "Invisible" (Orrall)                                | Swift Orrall                     | 3:26                             |
| 14.                              | "A Perfectly Good Heart" ()                         | Swift Brett James Troy Verges    | 3:42                             |
| 15.                              | "Cuộc gọi đầu tiên của Taylor Swift với Tim McGraw" |                                  | 4:44                             |
| Tổng thời lượng:                 | Tổng thời lượng:                                    | Tổng thời lượng:                 | 55:55                            |

| Taylor Swift – Phiên bản tái phát hành (bản nhạc bổ sung) | Taylor Swift – Phiên bản tái phát hành (bản nhạc bổ sung) | Taylor Swift – Phiên bản tái phát hành (bản nhạc bổ sung) | Taylor Swift – Phiên bản tái phát hành (bản nhạc bổ sung) |
| STT                                                       | Nhan đề                                                   | Sáng tác                                                  | Thời lượng                                                |
| --------------------------------------------------------- | --------------------------------------------------------- | --------------------------------------------------------- | --------------------------------------------------------- |
| 15.                                                       | "Teardrops on My Guitar" (bản pop)                        | Swift Rose                                                | 2:58                                                      |
| Tổng thời lượng:                                          | Tổng thời lượng:                                          | Tổng thời lượng:                                          | 54:09                                                     |

| Taylor Swift – Phiên bản tái phát hành tại Hoa Kỳ (video tăng cường) | Taylor Swift – Phiên bản tái phát hành tại Hoa Kỳ (video tăng cường) | Taylor Swift – Phiên bản tái phát hành tại Hoa Kỳ (video tăng cường) |
| STT                                                                  | Nhan đề                                                              | Thời lượng                                                           |
| -------------------------------------------------------------------- | -------------------------------------------------------------------- | -------------------------------------------------------------------- |
| 16.                                                                  | "Tim McGraw" (video ca nhạc)                                         |                                                                      |
| 17.                                                                  | "Teardrops On My Guitar" (video ca nhạc)                             |                                                                      |

| Taylor Swift – Phiên bản cao cấp (DVD kèm theo) | Taylor Swift – Phiên bản cao cấp (DVD kèm theo)            | Taylor Swift – Phiên bản cao cấp (DVD kèm theo) |
| STT                                             | Nhan đề                                                    | Thời lượng                                      |
| ----------------------------------------------- | ---------------------------------------------------------- | ----------------------------------------------- |
| 1.                                              | "Tim McGraw" (video ca nhạc)                               | 4:00                                            |
| 2.                                              | "Tim McGraw" (trực tiếp tại Grand Ole Opry)                | 2:56                                            |
| 3.                                              | "Tim McGraw" (trực tiếp tại Yahoo! Music)                  | 4:05                                            |
| 4.                                              | "Teardrops on My Guitar" (video ca nhạc)                   | 3:45                                            |
| 5.                                              | "Teardrops on My Guitar" (hậu trường)                      | 4:16                                            |
| 6.                                              | "Our Song" (video ca nhạc)                                 | 3:30                                            |
| 7.                                              | "Our Song" (hậu trường)                                    | 11:30                                           |
| 8.                                              | "A Place in This World" (trực tiếp tại Short Cut trên GAC) | 21:48                                           |
| 9.                                              | "Picture to Burn" (trực tiếp tại CMT Unplugged)            | 3:14                                            |
| 10.                                             | "Bộ phim tại gia của Taylor"                               | 5:40                                            |

| Taylor Swift – Phiên bản cao cấp tại Target (DVD kèm theo) | Taylor Swift – Phiên bản cao cấp tại Target (DVD kèm theo)                            | Taylor Swift – Phiên bản cao cấp tại Target (DVD kèm theo) |
| STT                                                        | Nhan đề                                                                               | Thời lượng                                                 |
| ---------------------------------------------------------- | ------------------------------------------------------------------------------------- | ---------------------------------------------------------- |
| 11.                                                        | "Màn trình diễn của Taylor tại chuyến lưu diễn của Tim McGraw và Faith Hill năm 2007" | 10:12                                                      |

| Taylor Swift – Phiên bản Karaoke (CD/DVD) | Taylor Swift – Phiên bản Karaoke (CD/DVD) | Taylor Swift – Phiên bản Karaoke (CD/DVD) | Taylor Swift – Phiên bản Karaoke (CD/DVD) |
| STT                                       | Nhan đề                                   | Sáng tác                                  | Thời lượng                                |
| ----------------------------------------- | ----------------------------------------- | ----------------------------------------- | ----------------------------------------- |
| 1.                                        | "Tim McGraw"                              | Swift Rose                                | 3:54                                      |
| 2.                                        | "Picture to Burn"                         | Swift Rose                                | 2:55                                      |
| 3.                                        | "Teardrops on My Guitar"                  | Swift Rose                                | 3:35                                      |
| 4.                                        | "A Place in This World"                   | Swift Orrall Petraglia                    | 3:22                                      |
| 5.                                        | "Cold as You"                             | Swift Rose                                | 4:01                                      |
| 6.                                        | "The Outside" ()                          | Swift                                     | 3:29                                      |
| 7.                                        | "Tied Together with a Smile"              | Swift Rose                                | 4:11                                      |
| 8.                                        | "Stay Beautiful"                          | Swift Rose                                | 3:58                                      |
| 9.                                        | "Should've Said No"                       | Swift                                     | 4:04                                      |
| 10.                                       | "Mary's Song (Oh My My My)"               | Swift Rose Brian Maher                    | 3:35                                      |
| 11.                                       | "Our Song"                                | Swift                                     | 3:24                                      |
| 12.                                       | "I'm Only Me When I'm with You" ()        | Swift Orrall Petraglia                    | 3:35                                      |
| 13.                                       | "Invisible" (Orrall)                      | Swift Orrall                              | 3:26                                      |
| 14.                                       | "A Perfectly Good Heart" ()               | Swift Brett James Troy Verges             | 3:42                                      |

Ghi chú
- ^a  nghĩa là sản xuất bổ sung

## Xếp hạng
| Bảng xếp hạng (2006–2024)                  | Vị trí cao nhất |
| ------------------------------------------ | --------------- |
| Album Argentina (CAPIF)                    | 10              |
| Album Úc (ARIA)                            | 33              |
| Album Úc Đồng quê (ARIA)                   | 2               |
| Album Áo (Ö3 Austria)                      | 49              |
| Album Canada (Billboard)                   | 14              |
| Album Croatia Quốc tế (HDU)                | 17              |
| Album Hy Lạp (IFPI)                        | 2               |
| Album Hungaria Vật lý (MAHASZ)             | 31              |
| Album Ireland (IRMA)                       | 59              |
| Album Nhật Bản (Oricon)                    | 53              |
| Album New Zealand (RMNZ)                   | 38              |
| Album Bồ Đào Nha (AFP)                     | 33              |
| Album Scotland (OCC)                       | 17              |
| Album Thụy Điển Vật lý (Sverigetopplistan) | 20              |
| Album Anh Quốc (OCC)                       | 81              |
| Album Anh Quốc Country (OCC)               | 1               |
| Album Hoa Kỳ Billboard 200                 | 5               |
| Album Hoa Kỳ Top Country (Billboard)       | 1               |
| Album Hoa Kỳ Independent (Billboard)       | 21              |

| Bảng xếp hạng (2007)                  | Vị trí |
| ------------------------------------- | ------ |
| Hoa Kỳ Billboard 200                  | 19     |
| Hoa Kỳ Top Country Albums (Billboard) | 3      |
| Bảng xếp hạng (2008)                  | Vị trí |
| Hoa Kỳ Billboard 200                  | 5      |
| Hoa Kỳ Top Country Albums (Billboard) | 2      |
| Bảng xếp hạng (2009)                  | Vị trí |
| Hoa Kỳ Billboard 200                  | 24     |
| Hoa Kỳ Top Country Albums (Billboard) | 6      |
| Bảng xếp hạng (2010)                  | Vị trí |
| Hoa Kỳ Top Country Albums (Billboard) | 19     |
| Bảng xếp hạng (2011)                  | Vị trí |
| Hoa Kỳ Billboard 200                  | 164    |
| Bảng xếp hạng (2023)                  | Vị trí |
| Hoa Kỳ Top Country Albums (Billboard) | 41     |
| Hoa Kỳ Independent Albums (Billboard) | 45     |
| Bảng xếp hạng (2024)                  | Vị trí |
| Hoa Kỳ Top Country Albums (Billboard) | 60     |
| Album Úc Đồng quê (ARIA)              | 16     |

| Bảng xếp hạng (2000–2009)             | Vị trí |
| ------------------------------------- | ------ |
| Hoa Kỳ Billboard 200                  | 53     |
| Hoa Kỳ Top Country Albums (Billboard) | 9      |

| Bảng xếp hạng                         | Vị trí |
| ------------------------------------- | ------ |
| Hoa Kỳ Billboard 200                  | 18     |
| Hoa Kỳ Billboard 200 (Nữ)             | 9      |
| Hoa Kỳ Top Country Albums (Billboard) | 3      |

## Chứng nhận
| Quốc gia | Chứng nhận  | Số đơn vị/doanh số chứng nhận |
| --- | ----------- | ----------------------------- |
| Úc (ARIA) | 2× Bạch kim | 140.000‡                      |
| Canada (Music Canada) | Bạch kim    | 100.000^                      |
| New Zealand (RMNZ) | Bạch kim    | 15.000‡                       |
| Singapore (RIAS) | Vàng        | 5.000*                        |
| Anh Quốc (BPI) | Vàng        | 100.000^                      |
| Hoa Kỳ (RIAA) | 7× Bạch kim | 5,871,000                     |
| * Chứng nhận dựa theo doanh số tiêu thụ. ^ Chứng nhận dựa theo doanh số nhập hàng. ‡ Chứng nhận dựa theo doanh số tiêu thụ và phát trực tuyến. |             |                               |

## Lịch sử phát hành
| Ngày phát hành đầu tiên | Phiên bản     | Định dạng         | Ct.           |
| ----------------------- | ------------- | ----------------- | ------------- |
| 24 tháng 10, 2006       | Tiêu chuẩn    | CD tải nhạc số    | [ 45 ]        |
| 6 tháng 11, 2007        | Cao cấp       | CD+DVD            | [ 46 ]        |
| 18 tháng 3, 2008        | Tái phát hành | CD tải nhạc số LP | [ 47 ] [ 48 ] |